# 環望
環 望（たまき のぞむ、1966年10月7日 - ）は、日本の漫画家、漫画原作者。東京都出身。男性。
『ダンス イン ザ ヴァンパイアバンド』は2010年1月にテレビアニメ化され、第1話では本人役で声優出演している。

## 人物・経歴
1986年「近畿魔王」名義で小学館コミック大賞佳作入選、『少年サンデー大別冊』（小学館）でデビュー。20歳のころには一本木蛮のアシスタントを務める。少年漫画家として活動していたが、活動拠点としていた雑誌が休刊となってしまい、1995年頃には1年近く浪人状態に。そんな矢先、知り合いの編集者の勧めもあり、1996年より青年誌『メンズヤング』（双葉社）に『ごめんね♡アッチー』で連載を持ったことで成人向け漫画に活躍の場を移すこととなる。環はそれまで成人向け漫画を描いたことはなかったが、1年近くの浪人中に自分やアシスタント達を喰わせるため、色々な仕事をしたので（成人向け漫画を描くことへの）抵抗はなかったし、とにかく定収入が欲しかったと語っている。以後コンビニ誌を中心に活躍するが、成人向け漫画の規制が厳しくなってきたこともあり、近年は一般誌に復帰している。
一世代下の作家達には少年漫画時代の環作品に親しんだ者もおり、古くからの友人である小説家神野オキナは、メディアファクトリー刊『ダンス イン ザ ヴァンパイアバンド』単行本1巻の帯に「環望が還って来た!」の言葉を贈っている。同作品は成人向けで培ったエロティシズムと重厚なアクションを全面に押し出したSF伝奇コミックとなっている。
また漫画原作者としても活動中で、ネーム作成まで含めた原作を峠比呂、榊原瑞紀、かのえゆうしといった漫画家に提供している。映画解説を中心とする文筆活動も行っていたが、最近は遠ざかっている。
女性の心理を描くことに長けているとの評価があるが、自身はその理由をwebラジオ「ラジオ イン ザ ヴァンパイアバンド」において、心理面で女性的な部分が大きいのだろうと語っている。
弟は同じく成人向けとアンソロジーを中心に活動している漫画家の島本晴海。

## 作品リスト

### 一般向け
連載中
- 若奥さまは忍ばない　〜令和抜け忍伝〜（『毒りんごcomic』、既刊3巻）
- ダンス イン ザ ヴァンパイアバンド A.S.O（『comicコロナ』、2018年 - 、既刊17巻）

連載終了
- 時空の竜騎兵リバーサー（原案：やまぐちひろし、『ポプコム』、雑誌廃刊による打ち切り、全4巻）
- 聖剣王シグリード（原作：皆川ゆか、メカデザイン：宮武一貴、『月刊マンガボーイズ』、雑誌廃刊による打ち切り、全2巻）
- イースIV Mask of the Sun（『ファミリーコンピュータMagazine』、未単行本化）
- のんちゃんの世界寓話激場（『実話恐怖コミック』、未単行本化）
- IMMORTAL GAUNTLET（『コミックドラゴン』、未単行本化）
- スーパーロボット大戦IMPACT 衝撃騎士団-インパクトナイツ-（『スーパーロボットマガジン』、全1巻）
- 第2次スーパーロボット大戦α -ロスト・チルドレン-（『スーパーロボットマガジン』、雑誌廃刊による打ち切り、未単行本化）
- 超星艦隊セイザーX（『特撮エース』、雑誌廃刊による打ち切り、未単行本化）
- 箱館妖人無頼帖 ヒメガミ（『月刊マガジンZ』、全5巻）
- STARGAZER（コスチュームデザイン・ネーム原作：環望、作画：榊原瑞紀、『TORNADO BASE』、未単行本化[6]）
- ミス・マーベリックにはさからうな（原作：環望、作画：榊原瑞紀、『YOMBAN』、全1巻）
- ダンス イン ザ ヴァンパイアバンド[7]（『コミックフラッパー』、全14巻、愛蔵版全7巻）
  - ダイブ イン ザ ヴァンパイアバンド（メディファク☆モバイル、pixivコミック、全2巻、愛蔵版全1巻）
  - ダンス イン ザ ヴァンパイアバンド スレッジハマーの追憶（『コミックフラッパー』、全3巻、愛蔵版上下巻）
  - スカーレット オーダー ダンス イン ザ ヴァンパイアバンド2（『コミックフラッパー』、全4巻、愛蔵版上下巻）
- リリィ・トゥリガー（原作：環望、作画：かのえゆうし、『YOMBAN』、全2巻）
- ANGEL PARA BELLUM エンジェルパラベラム（原作：みなみケント、『FlexComixネクスト』、全3巻）
- ハード・ナード・ダディ - 働け!オタク!! -（『ヤングコミックチェリー』、全1巻）
- ウチのムスメに手を出すな!（『ヤングコミック』、全3巻）
- チーコとユミン（『つぼみ』未単行本化）
- ソウルリキッド チェインバーズ（『月刊ヤングキングアワーズGH』、全3巻）※2017年9月号で第1部完
- 泪　〜泣きむしの殺し屋〜（『毒りんごcomic』、全15巻）

#### アンソロジー短編
- GODZILLA~悪夢の選択~（原作：松崎健一）「ゴジラ COMIC（1990年、宝島社）」収録
- 鸚鵡貝号黒子事情  「COMIC BLUE WATER （1992年、BANDAI）」収録
- ANOTER OF V.G.  闇の果実- 「コミックV.G.-MAX (1994年　有限会社戯画)」収録
- 霊幻大暴力「ヴァンパイアコミック（1995年、アスキーコミック）」収録
- 流星 PALSTAR 「NEO・GEO COMIC vol.1（1995年、アスキーコミック）」収録
- ゲッターチーム危機一髪-  「スーパーロボットコミック　ゲッターロボ編（1998年、双葉社）」収録
- 鋼鉄の狙撃手 「スーパーロボット大戦Fコミック（1998年、双葉社）」収録
- よくある話 「スーパーロボット大戦FコミックPS版（1999年、双葉社）」収録
- 遠い絆「スーパーロボット大戦トリビュート〜α外伝篇〜（2001年、講談社）」収録
- 世界が燃えつきる日 「スーパーロボット大戦トリビュート〜α外伝篇Ⅱ〜（2001年、講談社）」収録
- BURAI NOON 「スーパーロボット大戦α外伝コミックアンソロジー（2001年、スタジオDNA）
- 闘将ダイモス 地下迷宮の翼 「スーパーロボットマガジンVol.3（2001年、双葉社）収録
- 裏切りのロンド 「スーパーロボットマガジンVol.4（2002年、双葉社）収録
- 鋼鉄ジーグ -奪還者- 「スーパーロボットマガジンVol.5（2002年、双葉社）収録
- クオ・ヴァディス -巴武蔵最後の一秒- 「ゲッターロボアンソロジー～進化の意志～（2008年、幻冬舎）」収録
- 君と僕の翼 「マップスシェアードワールド 翼を追う者たち（2009年、フレックスコミックス）」収録
- 永遠（とわ）の肖像「超人ロック異聞（2017年、少年画報社）」収録。

### 成年向け
- ごめんね♡アッチー（メンズヤング）
  - エンジェル出版版：全2巻、未完、第2巻は『ごめんね♡アッチー ココにKISSして』のタイトルで刊行
  - 蒼竜社新装版：上下巻（完結）
- ヒトにいえない間柄（アクションヤング）
  - エンジェル出版版：全1巻
  - 双葉社新装版：全1巻
- イイことしないか小猫ちゃん（メンズアクション）
  - エンジェル出版版：全1巻
  - 大都社新装版：上下巻
- お仕事しなきゃね（ビタマン、竹書房、全1巻）
- 君がからだで嘘をつく（メンズヤング）
  - エンジェル出版版：全1巻
  - 双葉社新装版：全1巻
- URAURA ジャングルヒート（アクションヤング、双葉社、全1巻） ※単行本はエンジェル出版
- かわいい女（ひと）（メンズアクション）
  - エンジェル出版版：全1巻
  - 双葉社新装版：全1巻
- 息をひそめて抱いて（漫画アクション、双葉社、全2巻） ※単行本はエンジェル出版
- 誰かの愛人（おんな）（ビタマン、竹書房、全1巻）
- フリークス・ドミ（漫画アクション、双葉社、全1巻）
- メイドでいきまっしょい（ビタマン、竹書房、全1巻）
- 国民的彼女（Chuッスペシャル、ワニマガジン社、全2巻、2巻は『スキャンダルしようよ 国民的彼女2』のタイトルで刊行）
- 働く女神さま（ワニマガジン社、全1巻）
- 七色可憐（メンズアクション、双葉社、全3巻、第2巻は『七色可憐×2 コスプレラバーズ』、第3巻は『七色可憐×3 コスプレコンプレックス』のタイトルで刊行）
- 女王様って呼ばないで（原作：猫戦車マリィ、みこすり半劇場、ぶんか社、全1巻） ※単行本は宙出版
- アネゴッ!!（ビタマン、竹書房、全2巻）
- 今日はナニしよ（メンズアクション、全1巻）
- コネコッ!!（ビタマン、竹書房、全1巻、「アネゴッ!!」の姉妹編で時間軸としては同作の本編と最終話エピローグの間に位置する）
- なりきりラバーズ（竹書房、全1巻）
- ね・と・げ（ヤングコミック、少年画報社、全1巻）

### ゲーム関係
- スーパーロボット大戦α外伝
オリジナルメカ「アウルゲルミル」のメカデザインを担当。